# Mansellacsa longicornis
Mansellacsa longicornis är en insektsart som beskrevs av Hölzel 2004. Mansellacsa longicornis ingår i släktet Mansellacsa och familjen fjärilsländor. Inga underarter finns listade i Catalogue of Life.